# Оминэ
Оминэ (яп. 大峰山) — священная гора учения сюгэндо в Японии (префектура Нара); является частью объекта всемирного наследия ЮНЕСКО в горах Кии.
Другое название — Сандзёгадакэ (яп. 山上ヶ岳).

## История
Ямабуси взбирались на Оминэ начиная с IX века. Их религиозные представления предполагают, что подъём в гору позволяет подняться над своими земными проблемами и приблизиться к миру духовному. По легенде, именно в этих местах основатель сюгэндо Эн-но Гёдзя вызывал гонгэн бодхисаттвы Дзао; он же основал монастырь Оминэсан-дзи.
Как объект особого почитания последователей сюгэндо и место расположения храма Оминэсан-дзи гора остаётся единственным местом в Японии, закрытым для посещения женщинами по религиозным причинам, несмотря на действие принятого в 1872 году закона, который отменял подобные запреты. Запрет действует все тринадцать веков, что гора является объектом культа; на всех ведущих на гору воротах висят соответствующие объявления. Сами монахи при этом утверждают, что цель запрета не в дискриминации женщин, а в сохранении многовековой традиции.
Закон 1872 года как часть политики Реставрации Мэйдзи запрещал всякие ритуалы на горах, и ямабуси после его принятия начали проводить свои ритуалы тайно. После окончания Второй мировой войны монахи вернулись на Оминэ открыто и возродили монастырь.
С 2004 года комплекс религиозных объектов в горах Кии, включая гору Оминэ, был включён в перечень объектов всемирного наследия ЮНЕСКО.

## География
Высота Оминэ составляет 1719 метров. Гора расположена на юге префектуры Нара и является частью горного массива Кии, расположенного на полуострове Кии острова Хонсю.

## Оминэсан-дзи
Храм Оминэсан-дзи является главным религиозным объектом горы Оминэ и одним из наиболее важных в сюгэндо. Расположенные вокруг горы четверо ворот (Пробуждения, Практики, Просвещения и Нирваны) призваны отделять мир от места культа, где проходят ритуалы смерти и возрождения.